# 항공모함

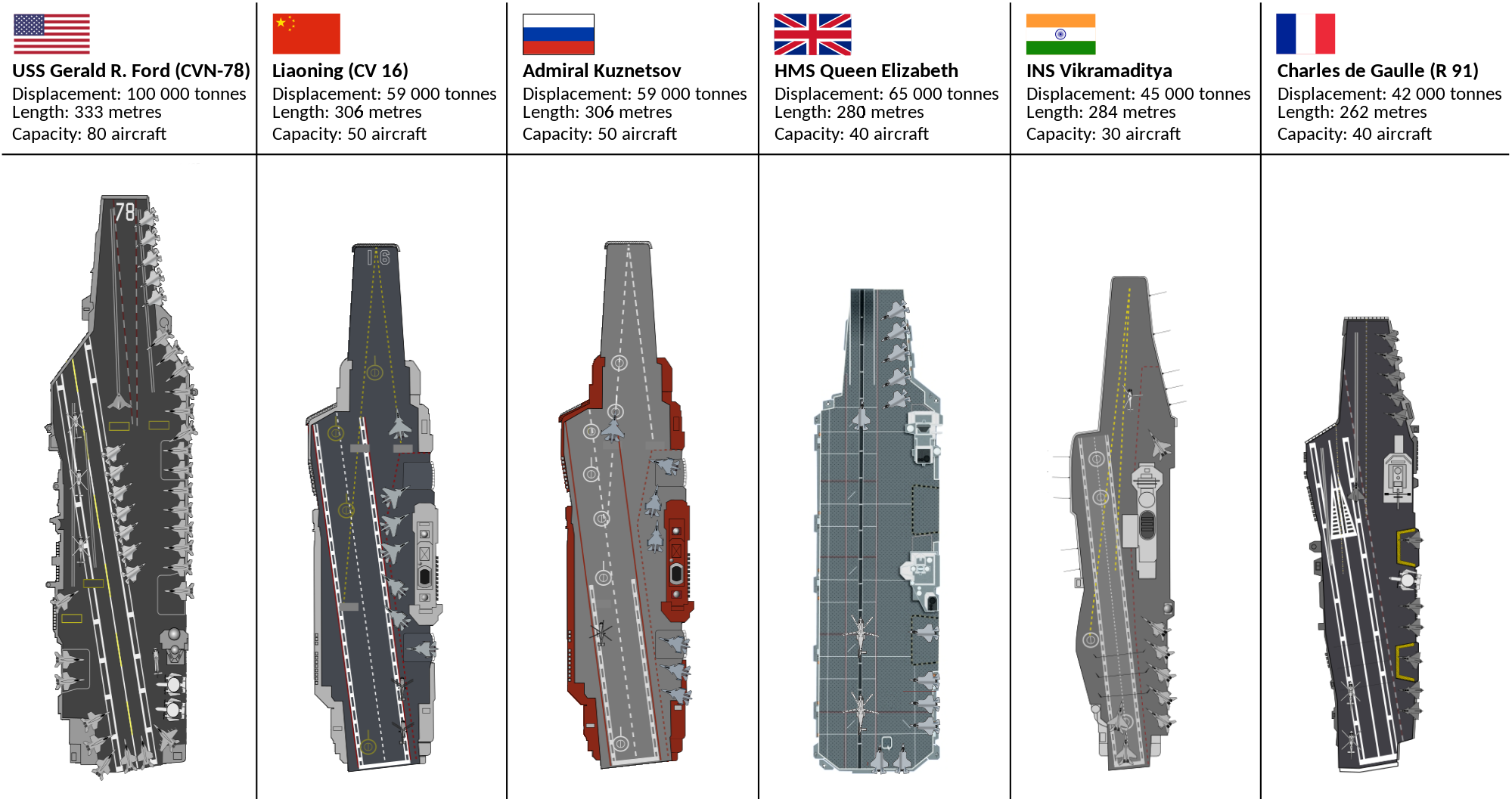
세계의 다양한 항공 모함.

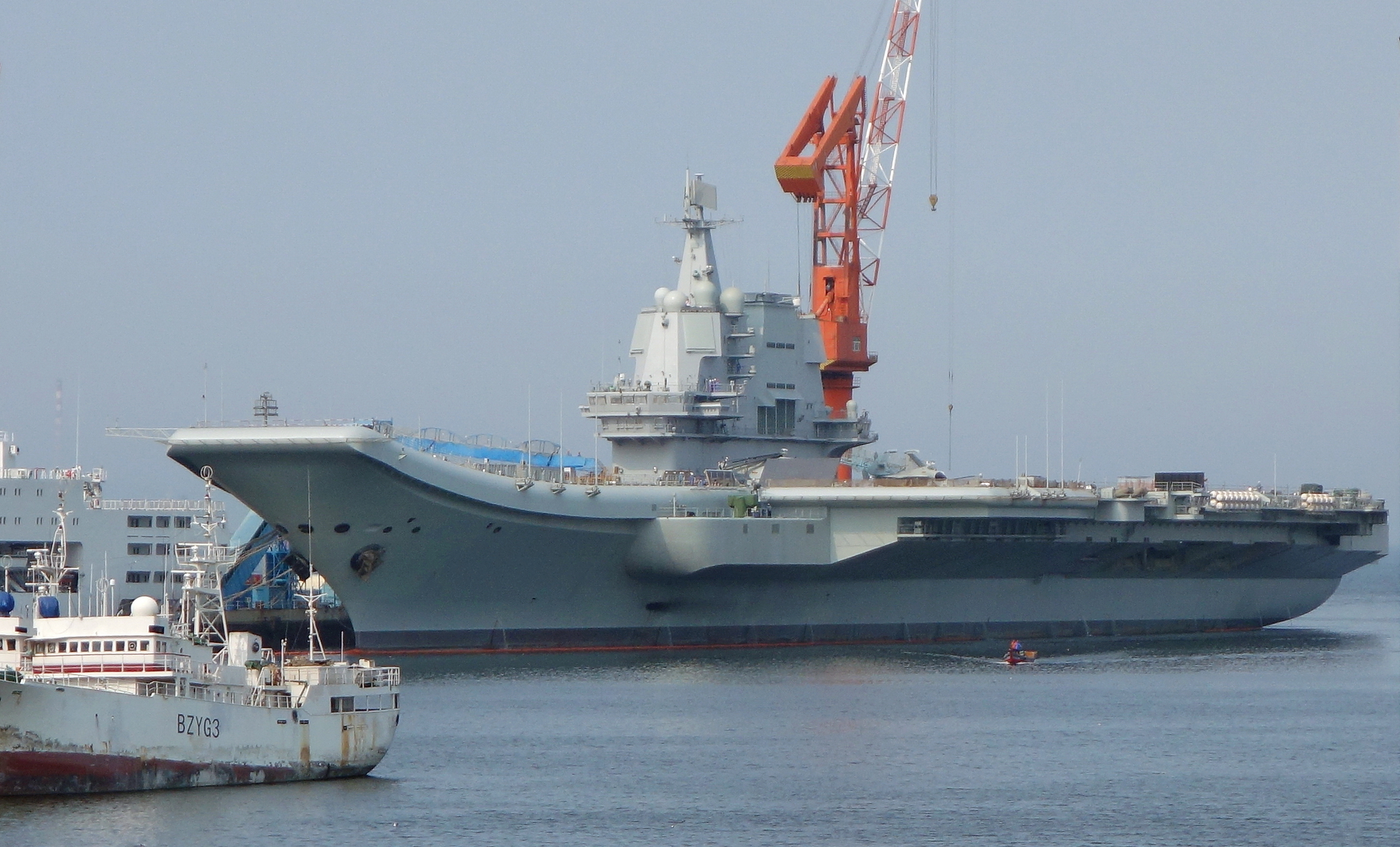
산둥호 항공모함

항공모함(航空母艦, 영어: aircraft carrier) 또는 항모(航母)는 군함의 일종으로, 물 위에서 항공기를 전개하고 유지·보수할 수 있는 일종의 '해상 항공 기지'라 할 수 있다.
따라서 항모를 보유한 군대는 육상 기지를 확보하지 못한 지역에서도 항공기를 배치할 수 있어 제공권(制空權)을 크게 확보하게 된다.
항모를 보유한 현대 해군에서는 전략·전술의 중핵이 되므로 '현대 해군의 총아'로 불린다.
제트 폭격기·제트 전투기, 그 밖의 군용기가 이착륙할 수 있는 넓은 갑판과 격납고 및 수리 설비를 갖춘 대형 군함으로 바다 위의 군사 기지라 해도 과언이 아니다.
이 항공모함의 갑판을 플랫탑이라고 부른다. 또한 현대의 항공모함은 필요한 상황에 따라 가능하면 정찰기·폭격기·초계기·공중급유기 등도 싣고 다닐수도 있다.

## 역사
1916년 영국 해군이 순양전함 MS 퓨리어스를 고쳐서 만든 것이 개조 항모로는 최초이지만, 평갑판을 채용한 최초의 현대적 항공모함이라 할 수 있는 것은 HMS 아거스이다. 처음부터 항모로서 설계, 착공, 진수되어 실전 배치된 세계 최초의 항공모함은 1922년에 취역한 일본의 호쇼이다.
항공기를 이용한 공격은 제1차 세계 대전 이후 각국의 선구적인 군인들에 의해 여러 가지 형태로 제창되었으며, 기술적으로 놀라운 발전을 이룬 항공기는 당연히 모든 함정에게 두려운 존재로 떠오르게 된다. 거함거포주의 사상 아래에서 대개의 국가들은 함대를 엄호/공격하기 위한 플랫폼으로 항공모함을 준비하였으나, 일본 제국 해군 일부에서는 태평양에서의 제해권을 확보하기 위해 독자적인 항공모함 운용전략을 세우고 항공모함 전력을 강화하는 데 집중적인 노력을 기울였다. 태평양에서 벌어진 미국과 일본의 전쟁은 일본 제국 해군 항공모함에서 발진한 공격부대가 진주만을 기습함으로써 시작되었으며(항모기동전술의 시작임), 미 해군은 이 때 살아남은 항공모함 전력을 이용해 일본에 대한 반격전을 수행하게 된다.
이후 태평양에서 벌어진 대부분의 해전에서 미 해군과 일본 제국 해군 간의 승패는 누가 상대방 항공모함을 먼저 발견해서 격파하느냐에 달려 있었다. 따라서 항공모함을 중심으로 하는 기동 부대가 수백 해리의 거리를 두고 탑재한 항공기를 날려 싸우는 형태가 되었고 전함은 해전에서 부차적 존재로 격하되었다.
제2차 세계 대전 후 항공모함이 함대의 주력으로 등장했으나, 충분한 수효의 항공기를 탑재한 항공모함을 운용할 수 있는 국가는 얼마 되지 않았고, 현재 정규 항공모함 전단을 운용하는 곳은 미 해군 하나이다. 또한 현재 전 세계 소수의 국가들이 항공모함을 보유하고 있지만, 그 규모는 미 해군 항공모함에 비해 절반 미만이다. 러시아 해군 및 프랑스 해군은 정규 항공모함을 보유하고 현대적인 항공모함 전단을 구성하기 위해 노력하고 있는 것으로 알려져 있으며, 영국 해군은 본래 정규 항공모함을 보유하였으나 1970년대까지 전량 퇴역 혹은 건조 취소하고 V/STOL 전투기로 구성되는 경항공모함 3척 만을 유지하고 있다. 그러나 영국 해군은 최근 정규 항모 건조 계획(CVF)을 발표하였다.

## 항공모함의 종류

### 동력 방식에 따른 구분
- 원자력 항공모함
- 재래식 추진 항공모함

### 크기에 따른 구분

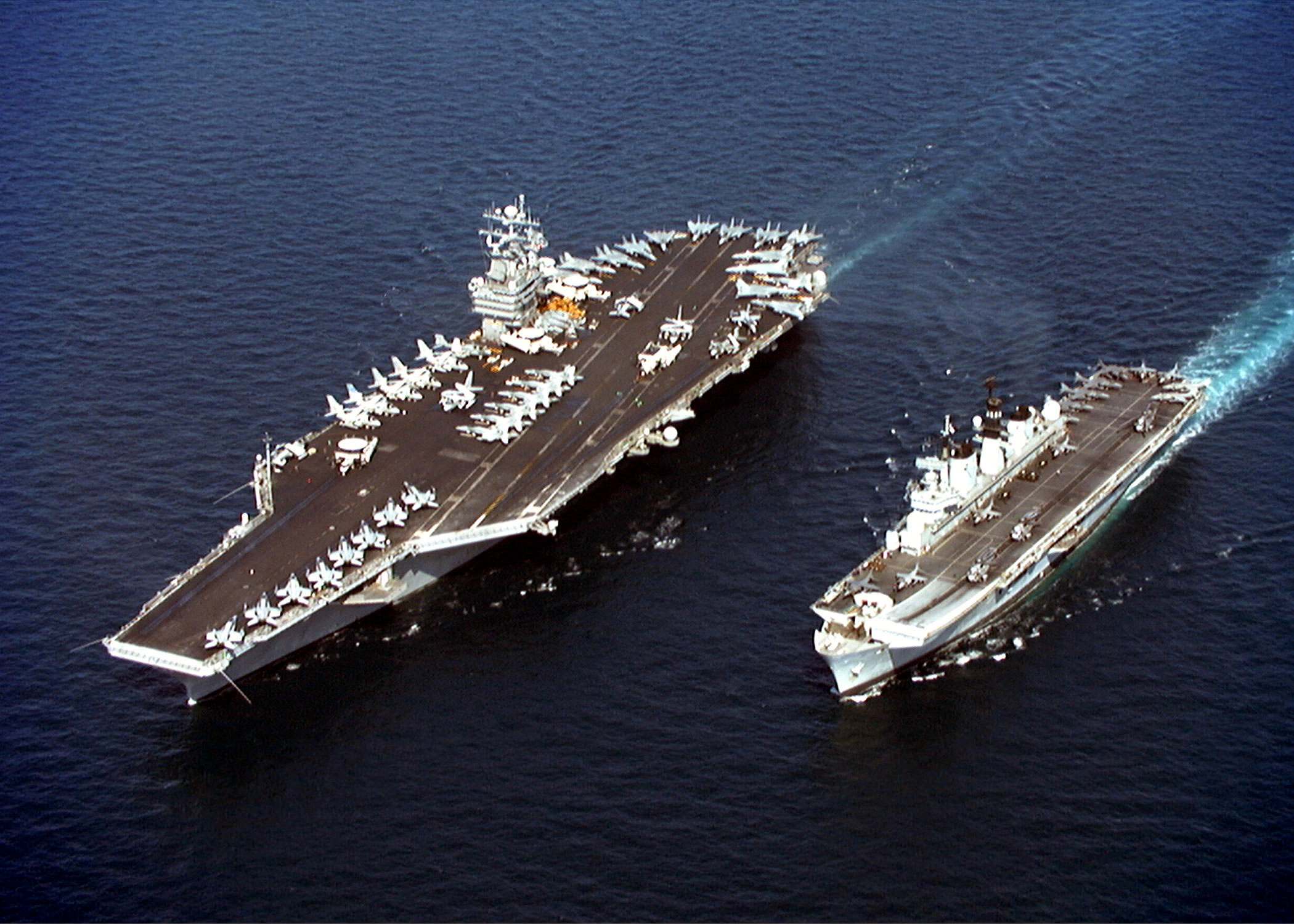
미 해군 존 C. 스테니스 항공모함(왼쪽)과 영국의 인빈시블급인 일러스트리어스 항공모함.

- 대형항공모함 - 60,000t 급 ~ 100,000t 급 내외
- 중형항공모함 - 40,000t 내외
- 경항공모함 - 15,000t 내외

### 용도에 따른 구분
- 헬리콥터 모함 - 주로 헬리콥터와 수직 이착륙기를 전용으로 탑재하는 항모
- 정규항공모함 - 제공작전, 적 후방 타격 등의 임무를 수행할 전투기를 탑재하는 항모
- 무인기모함 - 주로 무인 항공기를 전용으로 탑재하는 항모
- 수상기모함 - 주로 수상기를 전용으로 탑재하는 항모

### 기타
- 호위항공모함

## 국가별 항공모함

### 현재 운용 중인 국가 또는 보유 예정이거나 건조 중인 국가

#### 미국
- 니미츠급 항공모함
- 제럴드 R. 포드급 항공모함
- 와스프급 강습상륙함
- 아메리카급 강습상륙함

미 해군의 항공모함 전단은 항공모함 1척을 중심으로 이지스 방공함 1~2척, 구축함 2~5척, 보급함, 공격형 원자력 추진 잠수함으로 구성되는 것이 일반적이다. 함 자체무장은 방공용 발칸포 정도로 빈약하며, 모든 전투기능을 탑재하고 있는 전투기 및 전술기에 의존한다. 일반적인 탑재 전력은 전투공격기 전력으로 F/A-18 호넷 36기 또는 F/A-18E/F 슈퍼 호넷 36기(현재 이쪽으로 대부분 바뀌었다고 알려져 있다.)와 정보전 전력으로 E-2C 호크아이 4기, 전자전 전력으로 EA-18G 4기를 탑재하고  그 외에 수기의 헬리콥터를 탑재한다.
이 외에 미 해군은 헬리콥터 모함으로 구분할 수도 있는 강습상륙함을 다수 운용하고 있다.

#### 영국
- 퀸 엘리자베스급 항공모함

퀸 엘리자베스급 항공모함은 포클랜드 전쟁을 치렀던 영국이 경항모의 한계를 절감하고 새로 건조한 항공모함으로 배수량은 6만 5천톤으로 미국의 니미츠급과 러시아의 아드미랄 쿠즈네초프급에 이어 세계에서 세 번째로 거대한 항공모함이 되었다.

#### 이탈리아
- 주제페 가리발디 (C551) - 영국 인빈시블급 경항공모함의 영향을 받아 건조한 항공모함. 현재 운용중.
- 카보우르 항공모함 - 이탈리아 해군의 신형 항공모함. 3만톤급으로 수직이착륙기인 해리어 16대를 탑재하여, 10대는 지하 격납고에 보관하고 6대는 지상 갑판에 배치한다.

#### 스페인
- SPS 후안 카를로스 1세 : 영국의 인빈시블급 경항공모함의 영향을 받은 항모로서 V/STOL 전투기를 운용한다. 또한 전략 투사함(Buque de Proyección Estratégica)이라는 계획 하에 경항공모함과 상륙함의 기능을 합친 함정을 건조할 예정이며, 함명은 국왕의 이름을 따서 후안 카를로스 1세로 예정되어 있다.

#### 러시아
- 쿠즈네초프 항공모함

쿠츠네초프함은 러시아 해군에서 유일하게 운용하고 있는 항공모함으로 최근 러시아 해군참모총장은 신형 항공모함 3척을 새로 건조할 계획임을 밝혔다.

#### 중국
- 랴오닝호 항공모함
- 산둥호 항공모함
- 푸젠호 항공모함
- 004형 항공모함 - 건조중

건조 중단된 쿠즈네초프 항공모함의 2번함 바랴크함을 중국인민해방군측에서 인수해 랴오닝호 항공모함으로 취역시켰다. 함재기는 러시아제 수호이 Su-33이며, 함번호는 001형이다. 또 중국이 첫 건조한 산둥함으로 함제기는 젠-15, 젠-20이다. 함번호는 002형, 바랴크 만재배수량은 67.000톤, 전장 304.5m다. 2022년 푸젠호가 취역하였으며, 004형 항공모함을 건조중인데, 핵추진 항공모함으로 2030년 취역을 목표로 하고있다.

#### 인도
- 비크라마디티야급 항공모함
- 비크란트급 항공모함
- INS 비샬 - 건조중

영국제 구형 항공모함을 운용하고 있다. 인도 해군측에서 인수해 1987년에 재취역하였다. 그러나 비라트 호는 너무 낡았기 때문에 인도는 러시아가 퇴역시킨 키에프급 항공모함 4번함 아드미랄 고르시코프호를 개조하여 INS비크라마디티야라는 이름으로 재취역시켰다. INS 비크라마디티야는 비록 크기는 작지만 능력에 한계가 있는 해리어 수직이착륙 전투기 뿐만 아니라 강력한 미그-29전투기도 탑재할 것이어서 실전배치되면 강력한 전력으로 활용될 수 있을 것이다. 또한 인도는 이탈리아의 협력을 얻어 비크란트급 항공모함이라는 자국산 항공모함도 건조하였다. 비크란트호는 이탈리아의 신형 항모 콘테 디 카부르급의 설계를 개량하여 비크라마디티야호와 함께 항공모함 함대를 이뤘다. 또한 3번함인 INS 비샬을 건조하고있다.

#### 프랑스
- 샤를르 드골급 핵추진 항공모함
- 미스트랄급 강습상륙함
- PANG급 항공모함 - 현재 계획중

클레망소급 항공모함 2척을 운용하던 프랑스는 최근 샤를르 드골급 핵추진 항공모함을 취역시켰다. 이 항공모함은 대략 만재배수량 5만톤 가량의 중형 항모이다. 그러나 샤를르 드골 호는 원자로 고장, 프로펠러 고장, 비행갑판이 예상보다 짧아 다시 늘리는 공사 등등 잦은 보수공사로 인해 결함 항공모함으로 악명이 높다. 그리하여 프랑스는 샤를르 드골 호의 2번함을 건조하려던 계획을 포기하고, 영국의 퀸 엘리자베스급 항공모함의 설계를 거액을 주고 사들여 신형 항모를 건조할 계획이다. 신형 항모는 PA2라는 계획명으로 불리며, 퀸 엘리자베스급의 설계에서 프랑스의 라팔 M전투기와 E-2C 조기경보기를 날리기 위해 스키점프대를 없애고 캐터펄트를 장치하는 정도의 개량을 할 예정이었으나, 2013년 프랑스 국방백서에서 계획이 취소됐다고 밝혔다.  또 잔 다르크급 헬기순양함을 대체할 미스트랄급 강습상륙함이 현재 프랑스와 이집트에 취역되어 사용중이다.

#### 태국
- 차크리 나루에벳급 항공모함

스페인에서 수입한 프린시페 데 아스투리아스급 경항공모함으로 타이만의 패권을 장악하기 위해 도입은 했지만 비용상 문제로 인해 호위함대를 구축하지 못한 채 파타야의 해군기지에 발이 묶인 상태이다. 다만 노후되는 것을 방지하기 위해 몇 달에 한번씩 시범 운행을 하고 있다. 함명은 '위대한 차크리 왕조'란 뜻으로 왕실 전용실도 갖춰져 있다.

#### 대한민국
- 독도급 대형수송함
- 한국형 항공모함 - 2030년 취역 목표

#### 일본
- 이즈모급 헬리콥터 구축함
- 휴가급 헬리콥터 구축함

#### 오스트레일리아
- 캔버라급 강습상륙함

#### 네덜란드
- 로테르담급 상륙함

#### 튀르키예
- 아나돌루급 강습상륙함

#### 이집트
- 가말 압델 나세르 강습상륙함
- 안와르 사다트 강습상륙함

#### 이란
- 샤히드 로우다키 항공모함 : 전차상륙함을 개조한 것으로 2020년 11월에 취역했다. 크기는 길이 150m, 폭 22m, 배수량 12,000톤으로 발표되었다. 주로 헬기와 드론이 함재된 '무인기 모함'이며 자위용 무장으로는 SM-1 함대공 미사일을 복제한 코다드-3 함대공 미사일과 기관포, 기관총 등이 설치되었다.
- 샤히드 베헤쉬티 항공모함 : 신형 무인기 모함으로, 현대중공업에서 건조한 상업용 컨테이너선을 개조한 함선이다. 경사비행갑판과 스키점프대의 존재 등 기존의 샤히드 로우다키급과 비교해서 함형이 항공모함에 더 가까워졌으므로 소형 무인기를 넘어 고정익이나 수직이착륙 무인기, 그리고 회전익기의 운용이 가능할 것으로 추정된다. 2025년 2월 6일에 건조 완료되었다.
- 샤히드 마흐다비 항공모함 - 건조 중

### 예전에 운용되었던 항모 목록

#### 러시아
- 모스크바급 항공모함
- 키에프급 항공모함 - 중국에 매각

#### 미국
- USS 랭글리 (CV-1) : 미국 최초의 항공모함.
- 렉싱턴급 항공모함
- 에식스급 항공모함
- USS 레인저 (CV-4)
- 미드웨이급 항공모함
- 포레스탈급 항공모함
- 엔터프라이즈급 항공모함
- 타라와급 강습상륙함

#### 독일
- 그라프 체펠린급 항공모함

나치 독일에서 건조한 독일 유일의 항공모함으로 체펠린 백작을 기념하여 명명되었다. 킬 조선소에서 건조가 되어 95%정도 완성되었지만 비용상의 문제로 중단되어 독일과 독일의 점령지의 항구에 옮겨다니다가 결국 독일이 패망한 이후 소련에 인수되었다. 그리고 해군훈련의 연습 표적이 되어 최후를 맞았다.

#### 인도
- 비라트급 항공모함 - 2017년 퇴역

#### 영국
- HMS 아거스 (I49) : 세계 최초로 평갑판을 채용하였다.
- HMS 허미즈 (95) : 세계 최초로 항모로 설계되었다. 취역이 호쇼보다 늦었으나 순양함 수준의 방호력을 가지고 있다.
- 일러스트리어스급 항공모함 : 세계 최초의 장갑갑판항모이다. 인빈시블급의 두번째 함과 이름이 같다.
- 커레이저스급 항공모함 : 세계 최초의 항공모함인 HMS 퓨리어스가 속해있는 함급
- 임플래커블급 항공모함
- HMS 아크 로열 : 인빈시블급의 세번째 함과 같은 동명함이 두 척인데, 하나는 항공모함의 효시가 된 수상기모함 아크 로열과 2차 세계대전에서 활약한 아크로열이 있다.
- HMS 오션 (L12)
- 콜로서스급 항공모함
- 인빈시블급 항공모함 - 2005년부터 2014년에 걸쳐 3척 모두 퇴역됨

#### 일본
- 류조
- 히류
- 소류
- 운류
- 호쇼
- 오요도(항공 순양함으로 개장됨.)
- 아카기
- 아마기(관동 대지진으로 인해 폐기처분됨.)
- 카가
- 히요급 항공모함
- 카이요
- 류효
- 쇼호
- 즈이호
- 쇼카쿠
- 즈이카쿠
- 치토세
- 치요다
- 미즈호
- 다이호
- 시나노
- 가쓰라기
- 운요

제2차 세계 대전 당시 일본은 많은 항모들을 운용했지만 태평양 전쟁 때 전부 격침되거나 퇴역했다. 하지만 현재 16DDH라는 차기 구축함 건조를 추진 중이다. 그런데 일본은 호위함(구축함)이라고 주장하고 있지만, 격납고 및 비행간판 등을 고려할 때 정규 항모 건조에 앞서 시범적으로 건조하는 경항공모함이라는 비판도 거센 편이다. 2007년 8월 23일 16DDH의 1번함인 DDH-181 휴우가 함이 진수되었고 2009년 8월 21일 2번함인 DDH-182 이세가 진수되었다. 유사시 항공모함으로 전용될 것이라는 중화인민공화국 등 주변국의 우려에 대해 해상자위대 측은 "함재기를 발착시키지는 않을 것"이라고 설명했다.

#### 브라질
- 상파울루 항공모함
- 미나스제라이스 항공모함

#### 이탈리아
- 안드레아 도리아 헬기순양함 - 1964년에 취역한 헬기 순양함. 대잠헬기 3대를 운용하며, 일본의 하루나급 구축함 설계에 영향을 미쳤다.

#### 프랑스
- 클레망소급 항공모함
- 잔 다르크급 헬기순양함

#### 스페인
- 프린시페 데 아스투리아스급 항공모함

## 같이 보기
- 전력투사
- 대양해군
- 씨파워21(영어판)
- 해군항공
  - 어레스팅 기어
  - 터치앤고
  - 타일훅(영어판)
- 함재기
- 잠수항모(영어판)
  - 구일본군의 잠수항모(영어판)
- 수송함
- 공항
- 헬리콥터모함
- 항모전단
- 항공모함 타격단(en:Carrier strike group, CSG)
- 항모전투군(en:Carrier battle group, CVBG)
- 미항모군 전술(영어판)

## 승조원들의 임무
- ■ 빨간색 : 주로 항공기들의 무기 장착 및 제거, 항공기 화재 진압 담당.
- ■ 노란색 : 발함을 유도하거나 출격전 교통 정리를 담당.
- ■ 초록색 : 정비하고 관련된 각종 업무를 담당하는데 이것저것 할일이 가장 많아서 아주 정신 없다. 갑판 정비, 어레스팅 와이어, 고박장치 정비 등.
- ■ 파란색 : 갑판 위의 차량 운전을 담당. 항공기 엘리베이터를 조작하기도 하고 비행기를 질질 끌고다니기도 한다.
- ■ 보라색 : 항공기의 연료 급유 및 배유 작업을 담당하는 요원들로, 폭발성이 높은 연료를 취급해야 하기 때문에 작업때마다 신경이 곤두선다고 한다.
- ■ 갈색 : 항공기 정비를 담당한다.
- □ 흰색 : 상당히 중요한 임무로, 함재기들의 착함을 허가를 해주는 요원으로, 이들은 모두 장교다. 착함전 안전사항을 모두 점검한 후 착함 신호를 보내 허가를 해준다고 한다.